# Neomormonilla extremata
Neomormonilla extremata is een eenoogkreeftjessoort uit de familie van de Mormonillidae. De wetenschappelijke naam van de soort is voor het eerst geldig gepubliceerd in 2006 door Ivanenko & Defaye.